# Chrysocraspeda porphyrogonia
Chrysocraspeda porphyrogonia là một loài bướm đêm trong họ Geometridae.